# Aveneae
Aveneae es una tribu de hierbas de la familia Poaceae. Tiene los siguientes géneros.
Según GRINes un sinónimo de la tribu Poeae.

## Géneros
Según wikispecies
- Agrostis - Aira - Airopsis - Alopecurus - Ammophila - Amphibromus - Aniselytron - Anisopogon - Anthoxanthum - Antinoria - Apera - Arrhenatherum - Avellinia - Avena - Beckmannia - Calamagrostis - Chaetopogon - Cinna - Cornucopiae - Corynephorus - Cyathopus - Deschampsia - Dichelachne - Dielsiochloa - Dissanthelium - Duthiea - Echinopogon - Euthryptochloa - Gastridium - Gaudinia - Graphephorum - Helictotrichon - Hierochloe - Holcus - Hypseochloa - Koeleria - Lagurus - Limnas - Limnodea - Metcalfia - Mibora - Pentapogon - Periballia - Peyritschia - Phalaris - Phleum - Polypogon - Pseudodanthonia - Relchela - Rhizocephalus - Rostraria - Simplicia - Sphenopholis - Tovarochloa - Triplachne - Trisetaria - Trisetum - Vahlodea - Ventenata - Zingeria[2]